# Pierre Bengtsson
Pierre Bengtsson (Kumla, Suecia, 12 de abril de 1988) es un futbolista sueco que juega como defensa en el Djurgårdens IF de la Allsvenskan.

## Carrera

### AIK
Bengtsson inició su carrera profesional en el AIK, donde debutó en agosto de 2006 frente al Östers IF en el Estadio Råsunda.

### FC Nordsjælland
Luego de tres temporadas y media en el AIK, Bengtsson buscó más tiempo de juego y el 10 de septiembre de 2009 se unió al Nordsjælland de la Superliga danesa. Inició su estancia en Nordsjælland como sustituto de Dennis Cagara, debutando en la Copa de Dinamarca frente al Akademisk Boldklub el 23 de septiembre de 2009. Su primer juego en la Superliga fue una derrota 6-3 ante el Brøndby IF el 4 de octubre de 2009.
Desde el 1 de noviembre de 2009, Bengtsson jugó regularmente como lateral izquierdo titular del Nordsjælland, y gracias a su rendimiento llamó la atención del Copenhague en verano de 2010, equipo al cual fue transferido en el siguiente período de fichajes de invierno.

### FC Copenhague
En Copenhague, Bengtsson fue sustituto de Oscar Wendt durante su primer medio año. A pesar de ello, participó en 8 de 16 juegos antes de que Wendt fuera traspasado al Borussia Mönchengladbach. Debutó el 22 de febrero de 2011 como sustituto frente al Chelsea en un juego de cuartos de final de la Liga de Campeones de la UEFA.
Al inicio de la temporada 2011-2012, Bengtsson fue considerado la primera opción para jugar como lateral izquierdo. Sin embargo, en otoño fue superado por Bryan Oviedo, y desde el 27 de octubre hasta el 15 de abril fue parte de la alineación dos veces. Oviedo fue vendido al Everton el 31 de agosto de 2012, y desde entonces Bengtsson fue el lateral izquierdo preferido en el club.

### Maguncia 05
El 23 de noviembre de 2014, el Maguncia 05 anunció que habían firmado a Bengtsson a partir del 1 de enero de 2015. Como su contrato con el Copenhague había expirado el 31 de diciembre de 2014, estaba disponible para una transferencia libre y firmó un contrato por tres años y medio hasta verano de 2018.

## Selección nacional
Bengtsson fue parte de los equipos nacionales juveniles de Suecia, participando en un total de 29 juegos. Fue parte de la plantilla de Suecia en la Eurocopa Sub-21 de 2009.
El 19 de enero de 2011 debutó con la selección absoluta en un amistoso frente a Botsuana.

## Clubes
| Club                    | País      | Año       |
| ----------------------- | --------- | --------- |
| AIK                     | Suecia    | 2006-2009 |
| F. C. Nordsjælland      | Dinamarca | 2009-2011 |
| F. C. Copenhague        | Dinamarca | 2011-2014 |
| 1. FSV Maguncia 05      | Alemania  | 2015-2017 |
| S. C. Bastia (cedido)   | Francia   | 2016-2017 |
| F. C. Copenhague        | Dinamarca | 2017-2022 |
| Vejle Boldklub (cedido) | Dinamarca | 2021      |
| Djurgårdens IF          | Suecia    | 2022-     |

## Palmarés

### Títulos nacionales
| Título                 | Club               | País      | Año     |
| ---------------------- | ------------------ | --------- | ------- |
| Copa de Dinamarca      | F. C. Nordsjælland | Dinamarca | 2009-10 |
| Superliga de Dinamarca | F. C. Copenhague   | Dinamarca | 2010-11 |
| Copa de Dinamarca      | F. C. Copenhague   | Dinamarca | 2011-12 |
| Superliga de Dinamarca | F. C. Copenhague   | Dinamarca | 2012-13 |
| Superliga de Dinamarca | F. C. Copenhague   | Dinamarca | 2018-19 |